# سان آنتاریو
سان آنتاریو (به لاتین: San Antonio) یک منطقهٔ مسکونی در اروگوئه است که در Municipality of San Antonio واقع شده‌است. سان آنتاریو ۱٬۴۸۹ نفر جمعیت دارد.